# Halterina purcelli
Halterina purcelli är en insektsart som först beskrevs av Louis Albert Péringuey 1910.  Halterina purcelli ingår i släktet Halterina och familjen Nemopteridae. Inga underarter finns listade i Catalogue of Life.